# Aren lezen

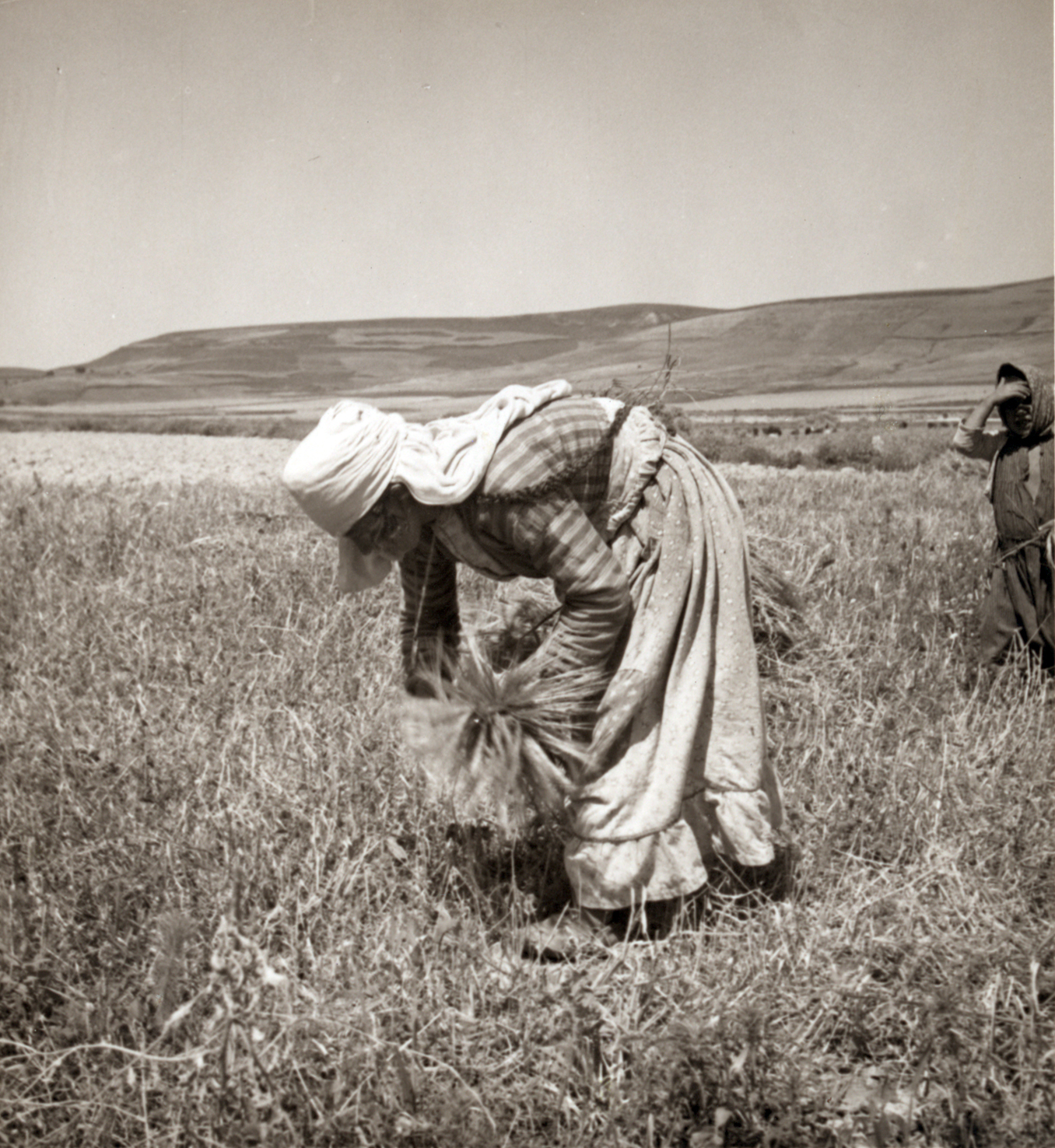
Aren lezende Alawitische vrouw, 1938

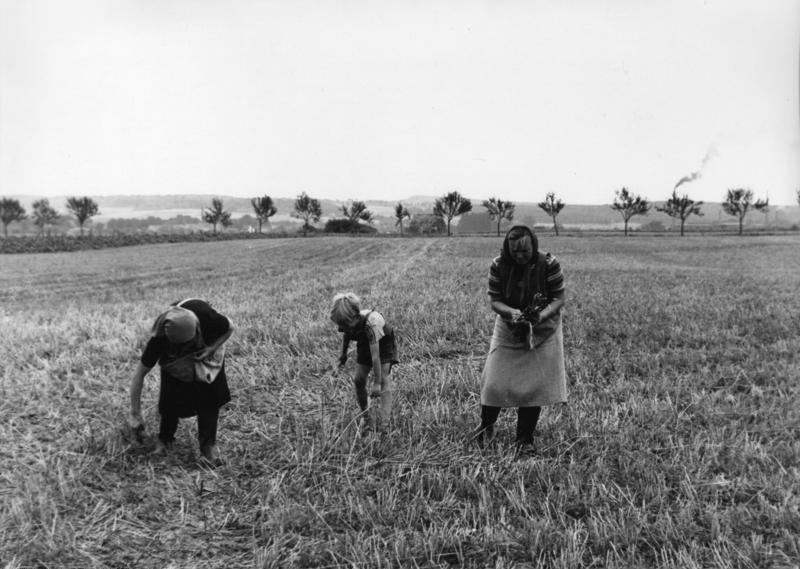
Arenlezers in het Duitse Zülpich, 1956

Aren lezen is een eeuwenoud recht van de armen. Het bestond er uit, dat arme mensen na het oogsten van de rogge of tarwe toestemming kregen om de op de akker achtergebleven aren te verzamelen (te "lezen") en mee te nemen. Het was een min of meer geïnstitutionaliseerde vorm van sociale hulpverlening. Meestal waren het alleen de vrouwen en kinderen die dit mochten doen. De verzamelde aren werden in een zak gedorst, waarna de graankorrels konden worden gemalen. Van het meel kon brood worden gebakken of pap gemaakt.
Een arenlezer is iemand die, in de tijd dat er nog met de zeis werd geoogst, achter de maaiers aanliep en de aren (halmen) die waren gevallen alsnog meenam. Lezen is een verouderd woord voor verzamelen, zoeken.
Het begrip komt al voor in de Bijbel. Volgens de wetten van Mozes mochten akkers niet tot aan de rand gemaaid worden, en wat na het maaien op het land bleef liggen, mocht ook niet door de maaiers bijeengeraapt worden (Leviticus 19:9). Dit kwam toe aan de armen. Na de oogst moest men hetgeen was achtergebleven (vergeten graanschoven, niet-afgeslagen olijven, niet-geplukte druiven) overlaten aan vreemdelingen, weduwen en wezen (Deuteronomium 24:19-21). In het tweede hoofdstuk van het boek Ruth mag de hoofdpersoon, een Moabitische vreemdelinge, rijkelijk aren lezen op de akkers van Boaz, een verwant van haar schoonmoeder Noomi.
Doorheen de middeleeuwen werd de praktijk van het aren lezen gerechtvaardigd aan de hand van deze Bijbelse teksten.
Het Belgische Veldwetboek van 1886 bevat een regeling over aren lezen waaraan sindsdien niet meer geraakt is (artikel 11). Aren lezen wordt voorbehouden aan bejaarden, gebrekkigen, vrouwen en kinderen onder de twaalf jaar. Het mag enkel in volledig geoogste, niet-omheinde velden en voor zover het lokaal gebruikelijk is. Het moet gebeuren met de hand tussen zonsopgang en zonsondergang.
Aren lezen werd weer even actueel door de voedselschaarste tijdens de Tweede Wereldoorlog.

## In de kunst
In de 19e eeuw was aren lezen een populair thema in de realistische schilderkunst, onder meer bij de Franse schilder Jean-François Millet. Bijzonder is ook de geschiedenis van La glaneuse (De Arenleester), dat ten onrechte aan Vincent van Gogh zou zijn toegeschreven. Een van de bekendste werken van zowel Emile Claus als van Johan Dijkstra zijn afbeeldingen van arenlezers.

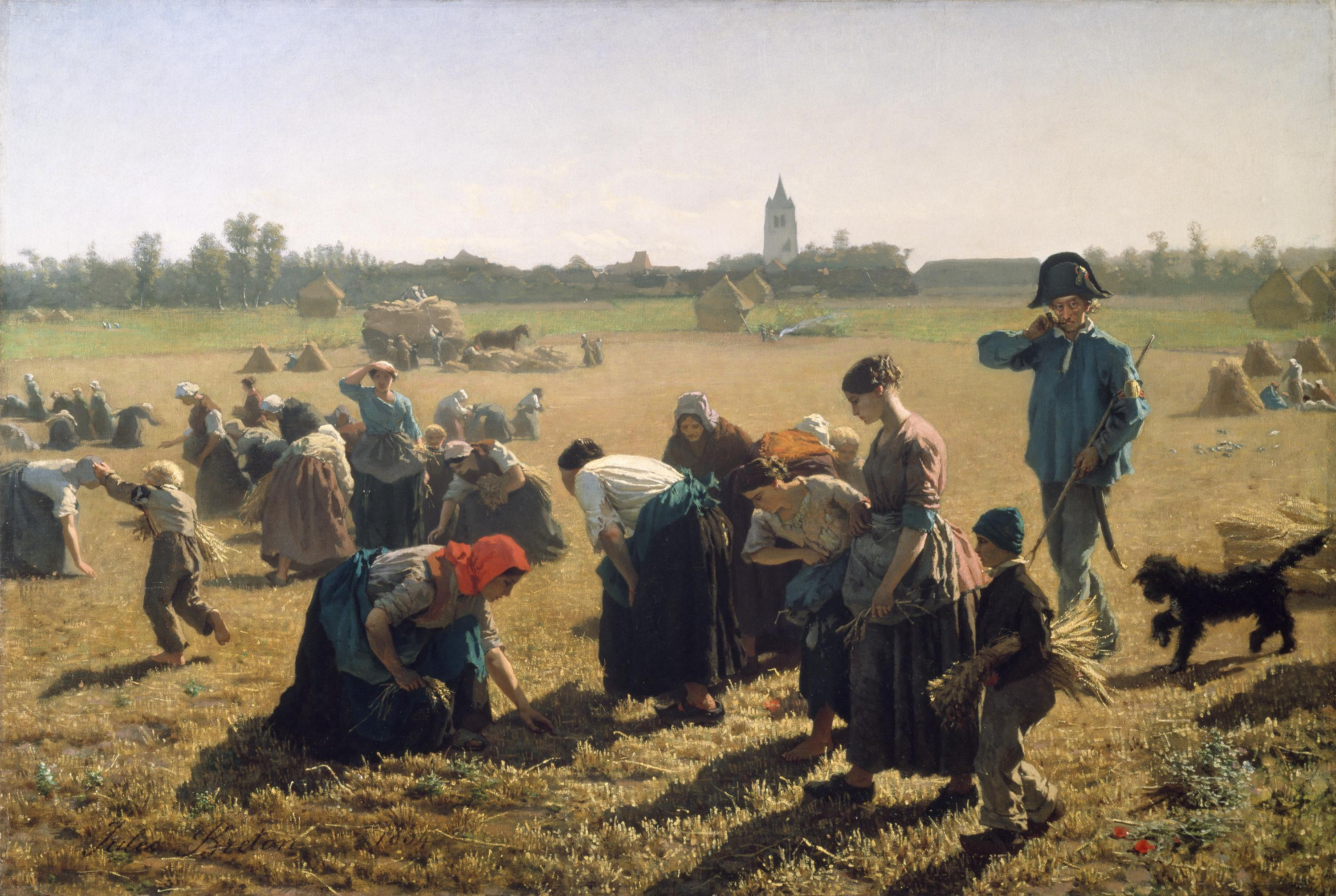
De arenleessters (Breton, 1854)
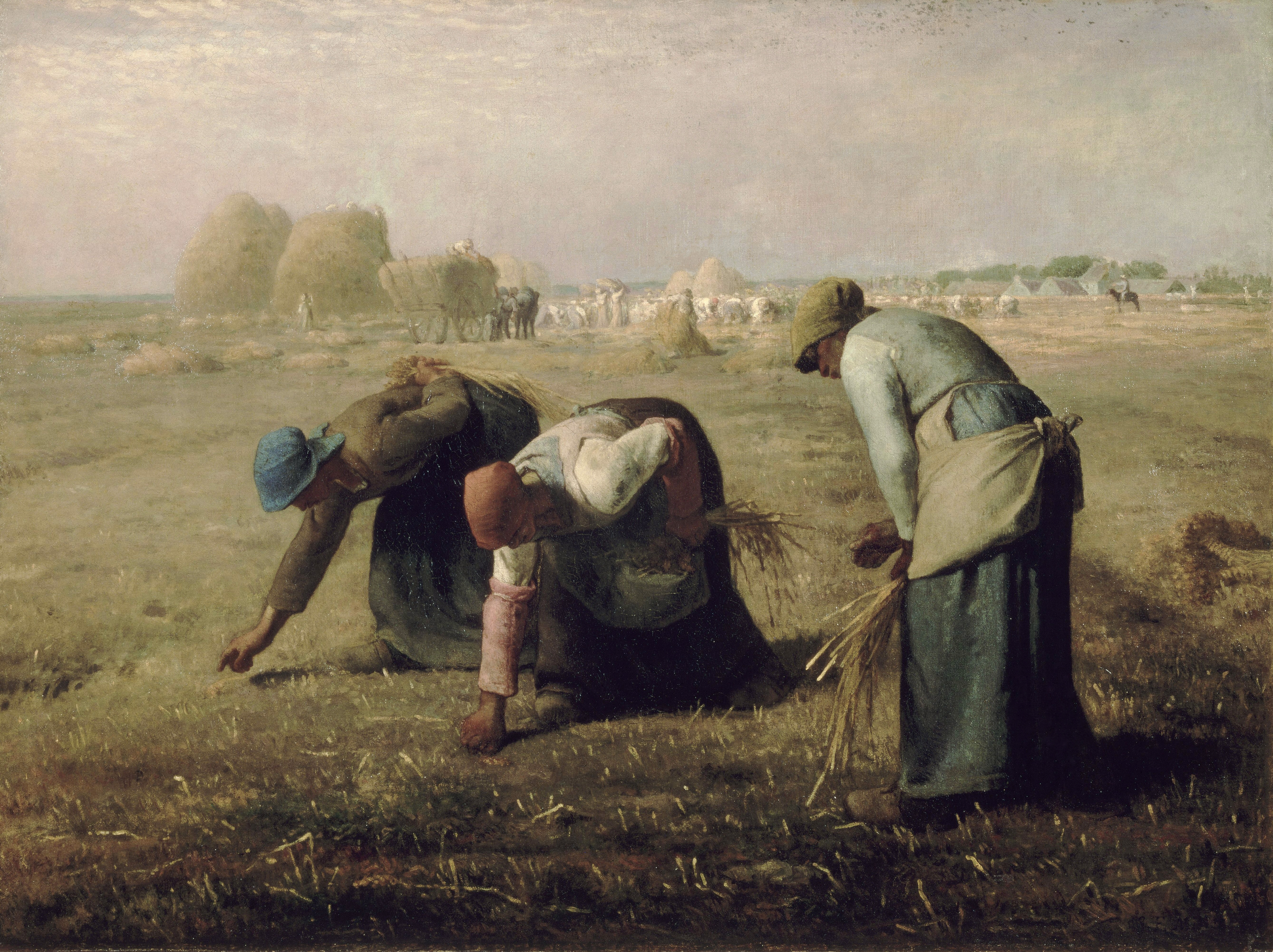
Arenleessters (Millet, 1857)
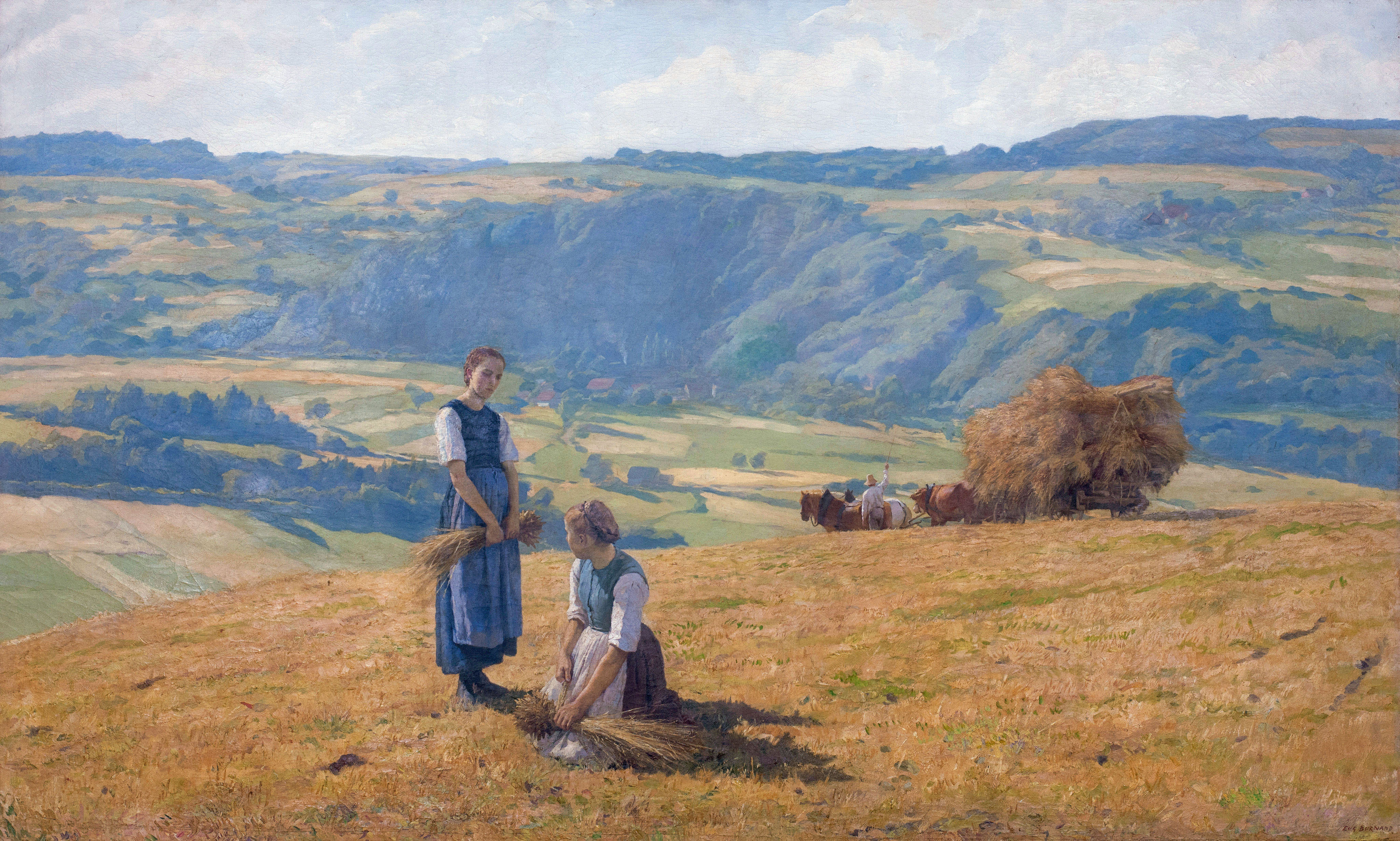
Les glaneuses (Burnand, 1880)
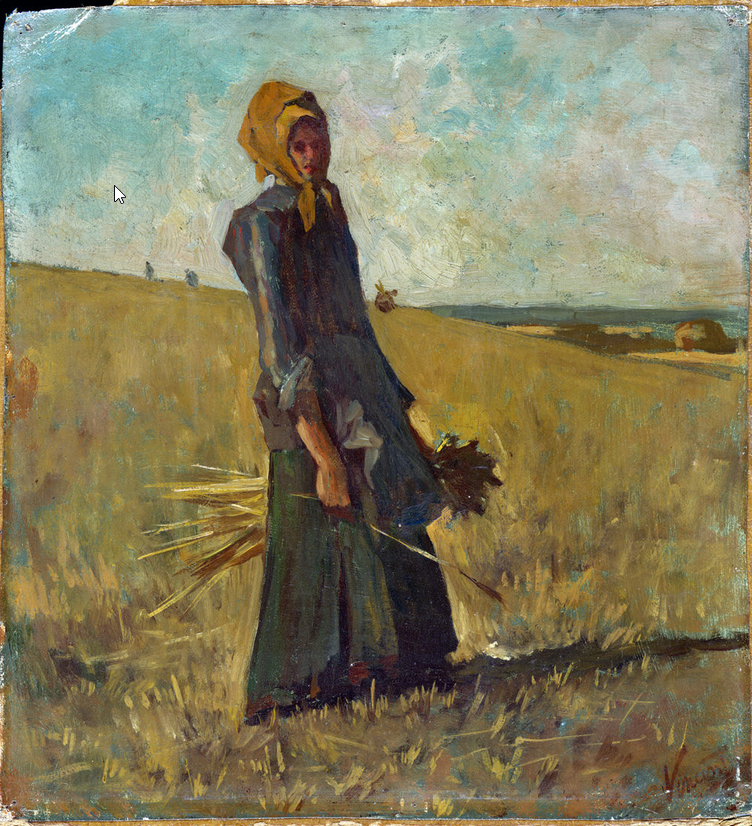
La glaneuse, 1883 (ooit aan Vincent van Gogh toegeschreven)
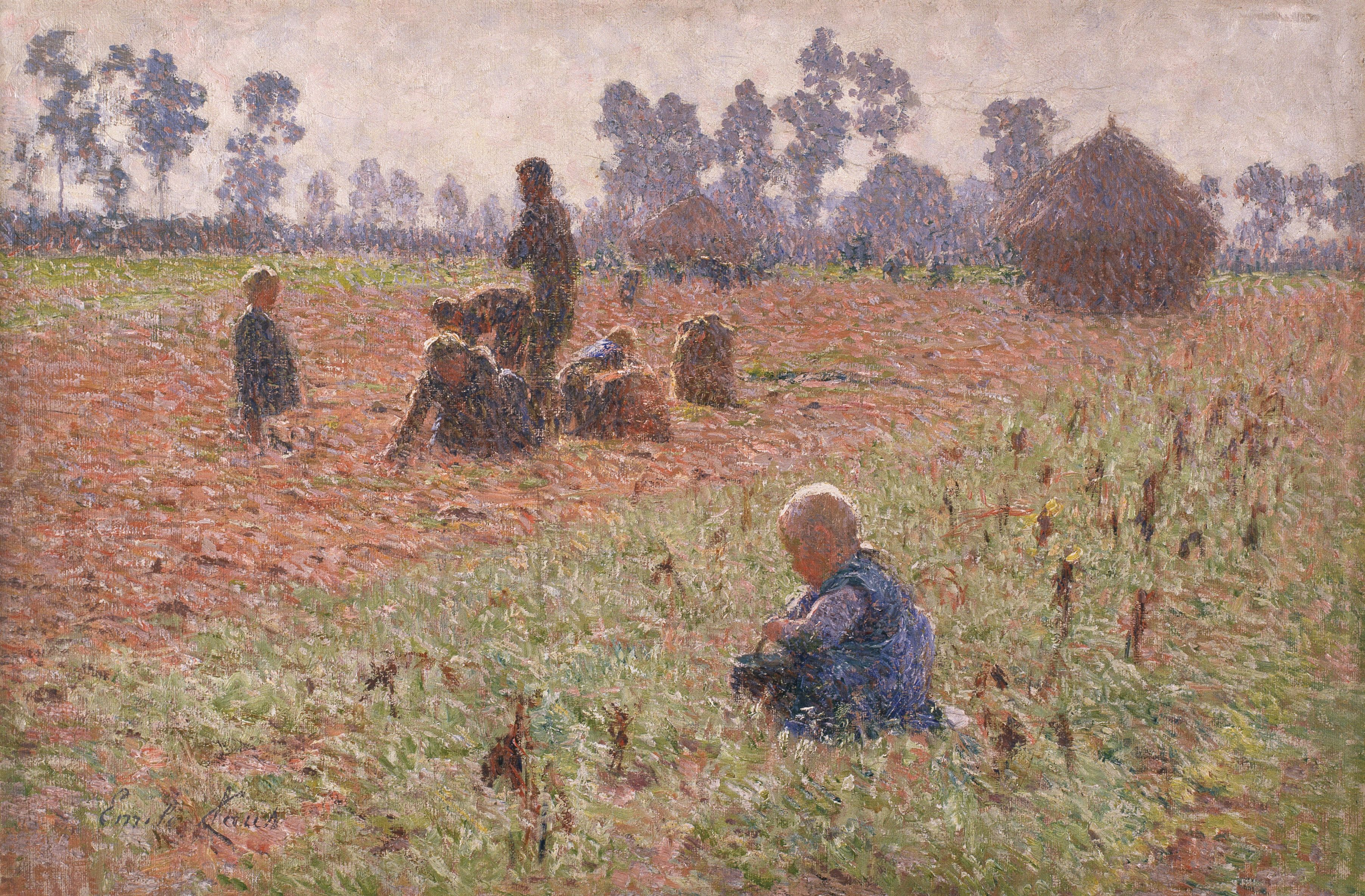
Het verzamelen van graan - Emile Claus (1894), Museum voor Schone Kunsten (Gent)
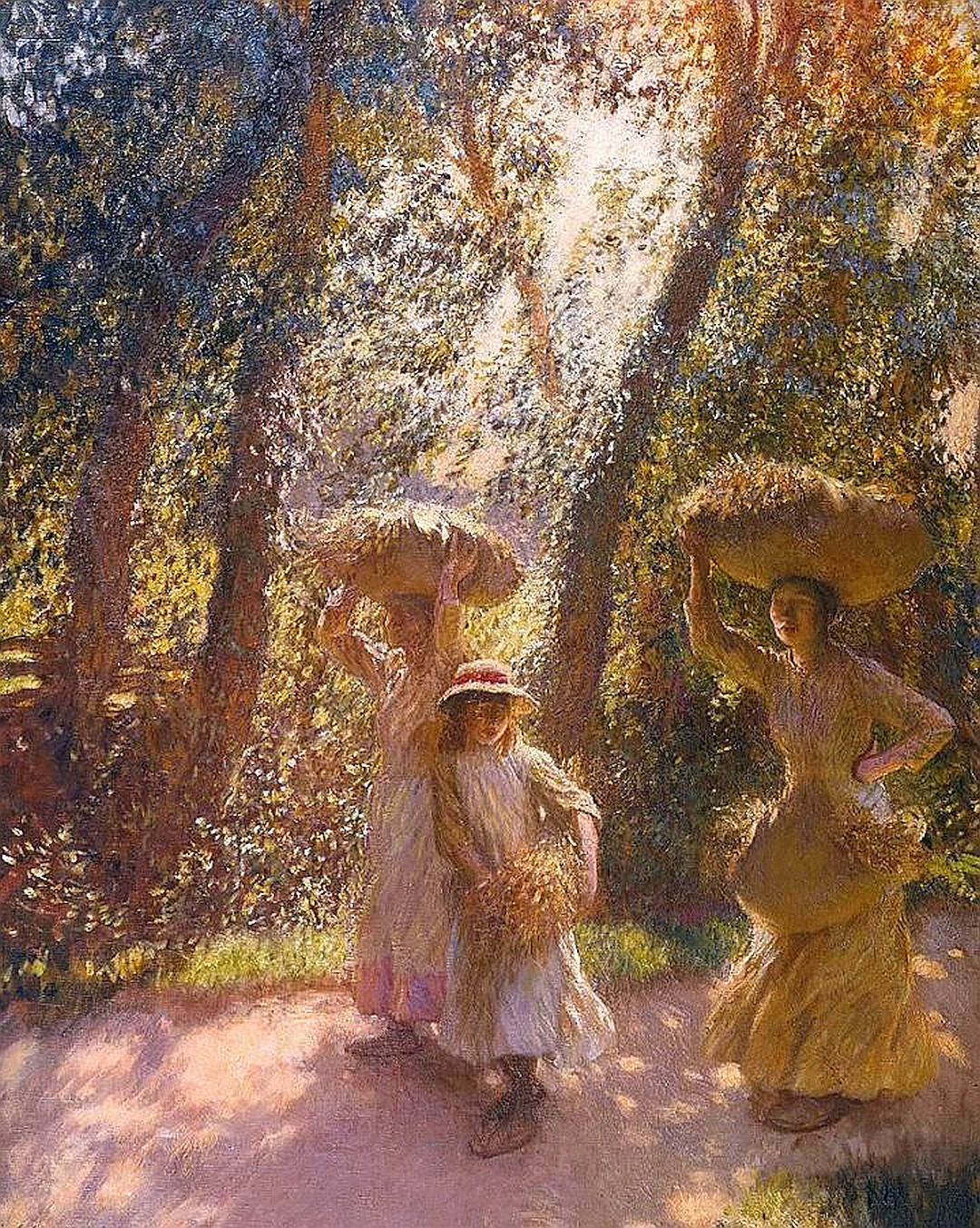
De Terugkeer van de Arenlezers - George Clausen (1908), Tate Britain, Londen

## Gleaning
Gleaning (Frans: glaner) is de moderne aanduiding voor het verzamelen van voedsel dat anders verloren zou gaan. Dat kan nog steeds gaan om agrarische producten die na de oogst overblijven op het land of doorgedraaid dreigen te worden bij gebrek aan afnemers vanwege overaanbod of onvoldoende kwaliteit. Daarnaast gaat het om het inzamelen van voedsel dat over de uiterste houdbaarheidsdatum dreigt te gaan bij winkels en supermarkten. Dit wordt vaak ingezameld ten behoeve van het samenstellen van voedselpakketten door voedselbanken.
Een aparte vorm van gleaning is skippen of containerduiken. Dat houdt in dat er na het sluiten van de markt of de winkel in de afvalcontainers wordt gezocht naar nog bruikbare producten.